# الشاحي (بكيل المير)

تعديل مصدري - تعديل

الشاحي هي إحدى قرى عزلة فاس بمديرية بكيل المير التابعة لمحافظة حجة، بلغ تعداد سكانها 70 نسمة حسب تعداد اليمن لعام 2004.